# Mường Mán
Mường Mán (sinh ngày 20 tháng 5 năm 1947) là một nhà văn, nhà thơ, nhà biên kịch người Việt Nam.

## Cuộc đời
Ông tên thật là Trần Văn Quảng, quê ở làng An Truyền (làng Chuồn) huyện Phú Vang, tỉnh Thừa Thiên Huế.
Bút danh Mường Mán lần đầu xuất hiện với hai bài thơ ngắn là "Thiếu thời" và "Mùa hạ mới" trên tạp chí Văn năm 1965. Ý nghĩa bút danh lấy từ truyện ngắn cùng tên của Tô Thùy Yên.

Năm 1987, tiểu thuyết Hồng Hạ đạt kỷ lục 35.000 cuốn, đánh dấu sự trở lại của nhà văn Mường Mán.

Dù vậy, sự nghiệp chính của ông là mảng văn xuôi bao gồm nhiều tập truyện ngắn, truyện dài và tiểu thuyết đã được xuất bản. Mãi tới năm 1995 ông mới in tập thơ đầu tiên là Vọng.
Khi tốt nghiệp tú tài phần thứ hai, ông chọn trở thành phóng viên chiến trường ở miền Trung Việt Nam.
Sau sự kiện 30 tháng 4 năm 1975, Mường Mán xuống Cần Thơ sống vì có anh là kĩ sư nông nghiệp, giảng dạy ở Đại học Cần Thơ. Ông xin vào làm công nhân/tạp vụ ở trường này; đồng thời làm ruộng, nhân giống các loại lúa ở nông trại Ô Môn, trước khi chuyển sang làm tại Hội Văn nghệ Cần Thơ.
Năm 1987 đánh dấu sự trở lại nghề văn của ông với tiểu thuyết Hồng Hạ được Nhà xuất bản Mũi Cà Mau in bán khá chạy với số lượng 35,000 bản.
Ngoài văn và thơ, Mường Mán còn được biết đến qua công việc viết kịch bản phim. Ông từng biên kịch các phim Người trong cuộc (1987), Tiếng đờn kìm (còn có tên là Chuyện Ngã Bảy, 1997), Gió qua miền tối sáng (viết chung, 30 tập, 1995), Trăng không mùa (1998), Duyên phận (16 tập, 2003)…
Năm 1995, nhờ bạn bè giúp đỡ, ông trở lại Sài Gòn làm công việc trình bày sách cho Công ty Cổ phần Văn hóa Phương Nam cho đến khi về hưu vào cuối năm 2007. Từ đó tới nay, ông gác bút dành thời gian chăm sóc gia đình và quản lý nhà hàng Ruốc.
Ông cũng có gần 15 năm trình bày bìa và vẽ hơn 300 tranh minh họa cho sách báo, đặc biệt là tập san Áo Trắng.
Ông là hội viên Hội Nhà văn Việt Nam và Hội Điện ảnh Việt Nam. Riêng cuốn tiểu thuyết Muối trăm năm được giải thưởng của Hội Nhà văn Việt Nam năm 2001.
Ngoài ra, nhạc sĩ Anh Bằng có sáng tác ca khúc Về phổ thơ Mường Mán do Trường Vũ trình bày.

## Tác phẩm

### Sách
| Tác phẩm                                      | Thể loại    | Nhà xuất bản                 | Năm  |
| --------------------------------------------- | ----------- | ---------------------------- | ---- |
| Lá tương tư                                   | Truyện dài  | Nhà xuất bản Bạn Ngọc        | 1974 |
| Một chút mưa thơm                             | Truyện dài  | Nhà xuất bản Bạn Ngọc        | 1974 |
| Hồng Hạ                                       | Tiểu thuyết | Nhà xuất bản Mũi Cà Mau      | 1987 |
| Thương nhớ người dưng                         | Truyện dài  | Nhà xuất bản Trẻ             | 1988 |
| Kiều Dũng                                     | Tiểu thuyết | Nhà xuất bản Văn Nghệ TP.HCM | 1989 |
| Ngon hơn trái cấm                             | Tiểu thuyết | Nhà xuất bản Thuận Hóa       | 1989 |
| Bâng khuâng như bướm                          | Truyện dài  | Nhà xuất bản Văn Nghệ TP.HCM | 1989 |
| Tuần trăng mê hoặc                            | Tiểu thuyết | Nhà xuất bản Mũi Cà Mau      | 1990 |
| Khóc nữa đi sớm mai                           | Truyện dài  | Nhà xuất bản Tiền Giang      | 1990 |
| Người đàn ông tội nghiệp của tôi              | Tiểu thuyết | Nhà xuất bản Trẻ             | 1990 |
| Mùa thu tóc rối                               | Tiểu thuyết | Nhà xuất bản Văn Nghệ TP.HCM | 1990 |
| Chiều vàng hoa cúc                            | Truyện dài  | Nhà xuất bản Trẻ             | 1991 |
| Trộm trái vườn người                          | Tiểu thuyết | Nhà xuất bản Thuận Hóa       | 1993 |
| Bèo nước long đong                            | Tiểu thuyết | Nhà xuất bản Văn Nghệ TP.HCM | 1995 |
| Vọng                                          | Thơ         | Nhà xuất bản Văn Nghệ TP.HCM | 1995 |
| Trăng không mùa                               | Truyện dài  | Nhà xuất bản Trẻ             | 1995 |
| Những ràng buộc êm ái                         | Truyện ngắn | Nhà xuất bản Phụ Nữ          | 1995 |
| Chuyện kể từ đồng bằng                        | Truyện ngắn | Nhà xuất bản Trẻ             | 1996 |
| Người đàn ông hay cười                        | Truyện ngắn | Nhà xuất bản Văn Nghệ TP.HCM | 1996 |
| Cô bé gác mây                                 | Truyện ngắn | Nhà xuất bản Đồng Nai        | 1997 |
| Muối trăm năm                                 | Truyện dài  | Nhà xuất bản Trẻ             | 2000 |
| Phố hoa phai                                  | Truyện dài  | Nhà xuất bản Kim Đồng        | 2002 |
| Cạn chén tình                                 | Truyện ngắn | Nhà xuất bản Trẻ             | 2003 |
| Sáu Giang Hồ và những mảnh đời phiêu dạt khác | Truyện dài  | Nhà xuất bản Trẻ             | 2005 |
| Dịu khúc                                      | Thơ         | Nhà xuất bản Trẻ             | 2008 |

### Kịch bản phim
- Người trong cuộc (hãng phim Nguyễn Đình Chiểu, phim nhựa, 1988)
- Gió qua miền tối sáng (viết chung, 30 tập, hãng phim truyện Truyền hình Việt Nam, 1995)
- Tiếng đờn Kìm hay Chuyện Ngã Bảy (hãng phim Truyền hình TP.HCM, 1997)
- Trăng không mùa (hãng phim Giải Phóng, 1998)
- Duyên phận (hãng phim Truyền hình Bình Dương, 15 tập, 2003).